# Legacy of Sound
Legacy of Sound var ett svenskt band som bestod av sångerskan Meja samt Anders Bagge och Peter Swartling.
Legacy of Sound gjorde två album, Holy Groove (1993) och Tour de Force (1995).
1993 års singel "Happy", skriven av Bagge och Meja blev en hitlåt i 24 länder., Sångerskan Meja var gruppens ledargestalt, medan Bagge och Swartling helst undvek att synas på scen. Bland annat klädde de ut sig i grodmansdräkter.
Efter Legacy of Sounds korta tid som grupp inledde Meja sin solokarriär.